# Konrad Egersdörfer

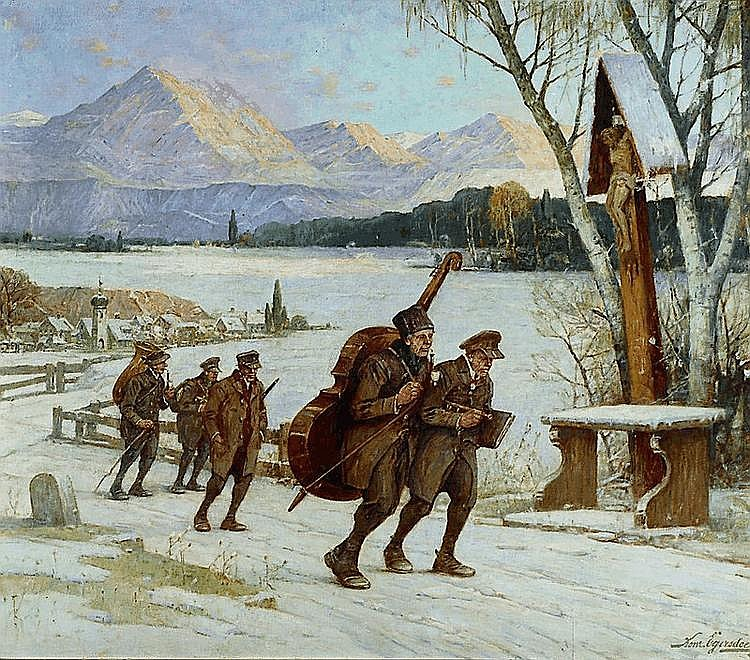
Verschneite Vorgebirgslandschaft mit Musikanten am Marterl

Konrad Hermann Egersdörfer (* 21. Januar 1868 in Steinbühl; † 13. Februar 1943 in München-Feldmoching) war ein deutscher Maler und Illustrator, Sohn von Georg Andreas Egersdörfer und Johanna geb. Kütt, Bruder der Maler Andreas Egersdörfer (1866–1946) und Heinrich Egersdörfer (1853–1915), mit Johanna Walter ab dem 15. Oktober 1899 verheiratet.
Konrad Egersdörfer studierte ab dem 21. April 1884 an der Königlichen Akademie der Künste in München bei Wilhelm von Diez.
Nach dem Studium war er in Charlottenburg, später in München als Maler und Illustrator tätig.
Er nahm an der Großen Berliner Kunstausstellung teil, stellte auch im Münchner Glaspalast 1907 und 1911 aus. Egersdörfer war Mitglied des Verbandes deutscher Illustratoren.